# Хамптон (округ, Южная Каролина)
Округ Хамптон (англ. Hampton County) располагается в штате Южная Каролина, США. Административным центром (столицей) является одноимённый город — крупнейший населённый пункт округа по числу жителей.
По состоянию на 2010 год, численность населения составляла 21 090 человек.

## История
Округ Хэмптон был образован Генеральной Ассамблеей Южной Каролины в 1878 году из северо-западных частей округа Бофорт. В знак признательности за помощь в завершении эпохи Реконструкции Юга и умелое руководство Демократической партией округ был назван в честь действующего губернатора Уэйда Хэмптона III.

## География
В соответствии с данными указанными на сайте центрального статистического органа страны — Бюро переписи населения США, общая площадь округа Хамптон равняется 1458,171 км2, из которых 1450,401 км2 занимает суша и 7,770 км2 или 0,51% приходится на водную поверхность.

## Население
По данным переписи населения 2000 года в округе проживает 21 386 жителей в составе 7444 домашних хозяйств и 5315 семей. Плотность населения составляет 15,00 человек на км2. На территории округа насчитывается 8582 жилых строений, при плотности застройки около 6,00-ти строений на км2. Расовый состав населения: белые — 42,89 %, афроамериканцы — 55,67 %, коренные американцы (индейцы) — 0,20 %, азиаты — 0,17 %, гавайцы — 0,01 %, представители других рас — 0,62 %, представители двух или более рас — 0,43 %. Испаноязычные составляли 2,56 % населения независимо от расы.

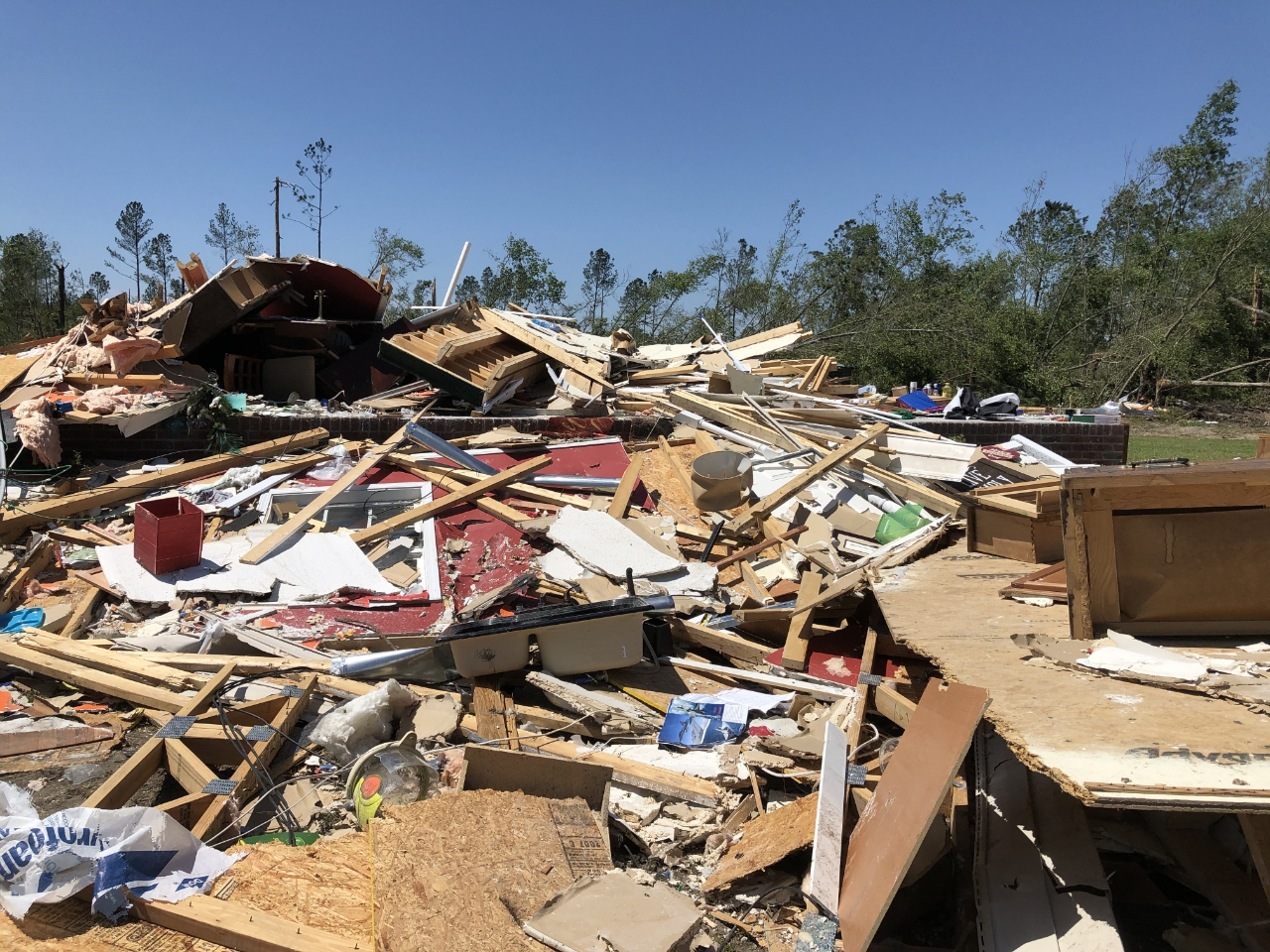
Последствия торнадо в Хамптоне (2020 год)

В составе 34,60 % из общего числа домашних хозяйств проживают дети в возрасте до 18 лет, 47,90 % домашних хозяйств представляют собой супружеские пары проживающие вместе, 18,80 % домашних хозяйств представляют собой одиноких женщин без супруга, 28,60 % домашних хозяйств не имеют отношения к семьям, 25,80 % домашних хозяйств состоят из одного человека, 11,20 % домашних хозяйств состоят из престарелых (65 лет и старше), проживающих в одиночестве. Средний размер домашнего хозяйства составляет 2,64 человека, и средний размер семьи 3,19 человека.
Возрастной состав округа: 27,60 % моложе 18 лет, 8,50 % от 18 до 24, 29,70 % от 25 до 44, 22,10 % от 45 до 64 и 22,10 % от 65 и старше. Средний возраст жителя округа 35 лет. На каждые 100 женщин приходится 103,80 мужчин. На каждые 100 женщин старше 18 лет приходится 103,90 мужчин.
Средний доход на домохозяйство в округе составлял 28 771 USD, на семью — 34 559 USD. Среднестатистический заработок мужчины был 29 440 USD против 20 418 USD для женщины. Доход на душу населения составлял 13 129 USD. Около 17,80 % семей и 21,80 % общего населения находились ниже черты бедности, в том числе — 27,60 % молодежи (тех, кому ещё не исполнилось 18 лет) и 21,70 % тех, кому было уже больше 65 лет.